# 유니티 (게임 엔진)
유니티(Unity)는 3D 및 2D 비디오 게임의 개발 환경을 제공하는 게임 엔진이자, 3D 애니메이션과 건축 시각화, 가상현실(VR) 등 인터랙티브 콘텐츠 제작을 위한 통합 제작 도구이다.
또한 유니티는 윈도우, 맥OS, iOS, 안드로이드, 플레이스테이션, 엑스박스, 닌텐도 스위치, 웹브라우저(WebGL) 등 27개의 플랫폼에서 사용 가능한 콘텐츠를 만들 수 있고, 제작 도구인 유니티 에디터는 마이크로소프트 윈도우와 맥OS를 지원한다.
그리고 유니티는 2005년 애플 세계 개발자 회의(WWDC)에서 애플 OSX용 게임 엔진으로 최초 공개되었다. 2016년 기준으로, 전 세계 게임엔진 시장의 45%를 차지하는 가장 인기있는 게임엔진이며, 등록 개발자 수는 5백만 명이 넘는다.
엔진 자체에 라이트매핑, 물리 엔진 등 미들웨어를 탑재했으며, 에디터에 내장된 애셋스토어를 통해 다양한 기능의 애셋을 다운로드하여 사용할 수 있다.
퍼스널, 플러스, 프로 세가지 판으로 배포되며 개인은 퍼스널판을 무료로 이용할 수 있다. Unity Technology Japan에서 제공하는 유니티짱(Unity chan)이라는 공식 오리지널 캐릭터가 있다. 게임 엔진 Unity를 사용하는 개발자들이 캐릭터를 자유롭게 설정할 수 있도록 이용 약관에 준하는 형태로 무료 배포하고 있다.

## 개발
게임 개발에 사용하는 스크립트 언어는 C#와 자바스크립트(UnityScript라는 이름으로)를 지원한다. 또한 도형으로 프로그래밍(유니티 볼트 (프로그래밍 언어))이 가능해 코딩이 능숙하지 않은 일반 개발자도 쉽게 코딩이 가능하다. Boo는 유니티5부터 지원이 중단되었다. 스크립트 작성은 유니티와 함께 설치되는 비주얼 스튜디오(맥OS의 경우, 모노디벨로프)를 이용하며, 다른 편집기와 연동하는 것도 가능하다.
유니티 엔진의 런타임 부분은 C++과 마이크로소프트 닷넷 API, 에디터 프로그램은 C#으로 개발되었다.

## 역사
유니티 첫 버전(1.0.0)은 데이비드 헬가슨, 조와치 앤티 및 니콜라스 프란시스가 제작하였다. 2005년 6월 6일, "게임 개발의 대중화"를 내걸고 아마추어 게임 개발자를 위해 보급형 게임 엔진을 만드는 것을 목표로 첫 버전의 서비스를 시작했다. 유니티는 파이널 컷 프로 제품의 드래그 앤드 드롭 인터페이스에 영향을 받았다. 처음에는 Mac OS X에서만 사용할 수 있었으며, 소수의 플랫폼에만 유니티를 배포하였다. 버전 4.3.1.은 윈도우과 Mac OS X를 포함하여 모두 12개의 플랫폼에 제공된다.
벤처 비트 (BentureBeat)는 2012년에 유니티 테크놀로지와 같이 독립적으로 생산된 게임의 흐름에 많은 기여를 했다. 130만 명 이상의 개발자들이 iOS, 안드로이드, 콘솔, PC 및 웹 기반 게임에 화려한 그래픽을 만들기 위해 유니티를 사용하고 있다.
몇년 후 버전 5.0이 출시된 이후, 유니티는 초보 개발자들이 게임을 분별없이 대량으로 게임을 제작 배포하는 것 때문에 비판을 받는다. 이에 대하여 CEO 존 리시티엘로(John Riccitiello)는 한 인터뷰에서 "가능하다면, 5천만 명이 유니티를 사용하는 것을 보고 싶습니다. 비록 그 목표를 바로 이루지 못하겠지만, 중고등학생과 대학생들이 쉽게 사용하는 것을 보고 싶습니다. 전문가가 아닌 대부분의 사람들이 개발자가 아닌 기술의 소비자로만 남는 것이 안타까운 일입니다. 소비만 하는 것이 아니라 더 많은 사람들이 창조적인 개발자가 되어야 세상이 더 발전하게 됩니다. 이것이 바로 우리의 목표입니다."라고 말하면서 게임 개발을 보편화하는데에 따르는 일시적인 부작용이라고 답했다.
2016년 12월 유니티는 버전 체계를 개발 연도로 변경하였고 유니티 5.6 다음 버전으로 유니티 2017을 발표하였다.

## 마스코트
유니티는 2013년 12월 16일에 코하쿠 오토리(Kohaku Ōtori)의 공식 마스코트 캐릭터 유니티짱의 스크린샷을 공개하였다. 12월 29일에 도쿄에서 열린 행사 ‘코믹마켓 85’에서 캐릭터 상품을 판매하고 유니티짱의 성우도 초청하였다. 기술팀의 일본인 디자이너 닌티(ntny)가 오픈소스 여주인공 유니티짱을 제작했다. 유니티짱은 인증을 받은 프로젝트에서만 하부 프로젝트로 사용할 수 있다. 예를 들면 유니티짱은 런보우 게임에서 플레이어 캐릭터로 활용되었다.
유니티짱은 계속 인기 얻어 보컬로이드로 등장하게 된다. 보컬로이드 버전 4에서 유니티짱의 목소리 모음집이 포함되었고 '보컬로이드와 함께 하는 유니티 특별판'으로 불리는 5.0버전에도 포함되었다.

## 같이 보기
- 머치디퍼런트
- 디마켓